# Lipki
Pour les articles homonymes, voir Lipki.
Lipki (en russe : Липки) est une ville de l'oblast de Toula, en Russie, dans le raïon Kireïevski. Sa population s'élève à 8 874 habitants en 2013.

## Géographie
Lipki est située à 29 km — 38 km par la route — au sud de Toula.

## Histoire
Le village de Lipki est connu depuis le XVIIe siècle au moins. En 1949, il reçoit le statut de commune urbaine en raison de son développement lié à l'exploitation de ses dépôts de charbon. Lipki a le statut de ville depuis 1955.

## Population
Recensements (*) ou estimations de la population
| 1959*  | 1970*  | 1979*  | 1989*  |
| ------ | ------ | ------ | ------ |
| 19 435 | 14 468 | 11 924 | 10 355 |

| 2002* | 2010* | 2012  | 2013  |
| ----- | ----- | ----- | ----- |
| 9 843 | 8 719 | 8 759 | 8 874 |